# Bernard Malamud
Bernard Malamud (Brooklyn, 26 aprile 1914 – New York, 18 marzo 1986) è stato uno scrittore statunitense di origini ebraiche.

## Biografia
Figlio di Bertha (in origine Brucha Fidelman) e Max (in origine Mendel) Malamud, una coppia di immigranti ebrei di origine russa, Bernard nacque nel 1914, quattro anni dopo il matrimonio dei suoi e dopo che la coppia ebbe un figlio nato morto nel 1912.
Nel 1917 nacque il fratello Eugene, i due nel 1929 persero la madre, morta in un ospedale psichiatrico del Queens.
Poco tempo dopo, Bernard iniziò gli studi presso il City College of New York, un'istituzione per giovani di talento ma poco abbienti, dove si laureò nel 1936. In seguito frequentò la Columbia University conseguendo il Master of Art in lingua e letteratura inglese nel 1942. Argomento della tesi erano le poesie di Thomas Hardy. Nel frattempo fece molti lavoretti, da supplente precario a usciere d'albergo, da negoziante a contadino stagionale.
Dopo la conclusione degli studi lavorò come impiegato amministrativo presso il fisco statunitense a Washington e poi come insegnante di scuole serali, prevalentemente a Brooklyn.
A questo periodo risale l'inizio della scrittura del romanzo The Light Sleeper, che completò nel 1948 e stanco dei rifiuti da parte di editori bruciò nel 1951.
Negli anni quaranta scriveva però soprattutto racconti brevi e al 1943 risale la pubblicazione dei primi racconti su piccole riviste. Nel 1945, sposò Ann de Chiara, di tre anni più giovane, e la coppia si trasferì da Brooklyn al Greenwich Village dove nel 1947 nacque il primo figlio Paul Francis.
Bernard proseguì l'attività di insegnamento presso le scuole serali finché nel 1950 gli viene offerto un posto di insegnante di grammatica a Corvallis, presso l'Oregon State College (nome poi cambiato in Oregon State University).
Nei primi anni cinquanta pubblicò diversi racconti brevi su riviste di più certa notorietà finché nel 1952, anno in cui nacque la seconda figlia, Joanna Ellen, e il fratello Eugene venne diagnosticato «schizofrenico» (come la madre), vide la luce il suo primo romanzo, The Natural (Il migliore) che ottenne un discreto successo di critica e lo consacrò fra gli scrittori ritenuti "promettenti". La notorietà non cambiò le sue abitudini, Malamud continuò a dedicare infatti alla scrittura ogni minuto libero dall'attività d'insegnamento.
Nel 1954 morì il padre per via di un attacco di cuore. Nello stesso periodo effettuò alcuni viaggi in Europa e per un breve periodo risiedette in Italia, a Roma.
Del 1957 è il suo secondo romanzo, The Assistant (Il commesso), premiato con il "Rosenthal Award" e con il "Daroff Memorial Fiction Award". Anche la raccolta di racconti brevi The Magic Barrel, uscita l'anno successivo, venne premiata con il "National Book Award".
Dopo qualche corso estivo nella Yaddo Corporation e alla Harvard, si trasferì con la famiglia al Bennington College, nel Vermont, dove insegnò scrittura creativa.
Vennero pubblicati il terzo romanzo, A New Life (Una nuova vita) nel 1961 e la seconda raccolta di racconti Idiots First (1963). L'anno successivo fece un viaggio, visitando nuovamente Inghilterra, Francia, Spagna, Italia e, in piena guerra fredda, l'Unione Sovietica.
Nel 1964 diviene membro del "National Institute of Arts and Letters" e raggiunse l'apice della sua carriera letteraria in seguito alla pubblicazione del suo quarto romanzo, The Fixer (L'uomo di Kiev) (1966) per il quale gli vennero conferiti il "Premio Pulitzer" e un secondo "National Book Award".
In seguito Malamud ebbe un declino nella produzione letteraria, la raccolta di novelle Pictures of Fidelman: An Exhibition(1969) non ottenne il successo delle opere precedenti e anche il successivo romanzo The Tenants (Gli inquilini) (1971) non incontrò il favore unanime dei critici.
Nel 1971 per cinque mesi visse a Londra, nel 1972 acquistò un appartamento nelle Lincoln Towers di Manhattan, nel 1973 una terza raccolta di racconti fu Rembrandt's Hat. Nello stesso anno il fratello muore.
Nel 1976 ricevette il "Jewish Heritage Award" e nel 1978 fece un viaggio in Ungheria.
Nel 1979, pubblicò il settimo romanzo, Dubin's Lives (Le vite di Dubin) ritenuto dall'autore il "suo romanzo migliore" che per certi versi rappresentò la conclusione del periodo di crisi. Divenne presidente del "PEN American Center" (un istituto che sosteneva gli scrittori con assegni e altre opere di mecenatismo) dal 1979 al 1981.
Le opere seguenti furono il romanzo God's Grace (Dio mio, grazie, 1982) e la raccolta di racconti The Stories of Bernard Malamud (1983) che gli valsero il conferimento della medaglia d'oro da parte dell'"American Academy and Institute of Arts and Letters".
Nel 1984 venne realizzato il film con Robert Redford tratto da The Natural (Il migliore, per la regia di Barry Levinson). Nel 1985 ricevette il Premio Mondello.
Dopo un intervento chirurgico al cuore, iniziò il suo ottavo romanzo che non portò mai a termine (The People, uscito incompleto postumo nel 1989), ma nonostante l'intervento morì a causa di un infarto il 18 marzo 1986 nel suo appartamento di New York. Le sue ceneri sono conservate nel "Mount Auburn Cemetery" di Cambridge, nel Massachusetts.
Nel 1997 tutti i racconti furono raccolti in The Complete Stories, a cura dell'amico Rovert Giroux.
Nel 2014 una selezione di suoi romanzi è stata pubblicata in due volumi della serie editoriale Library of America: il n. 248 della serie, Novels and Stories of the 1940s & 50s (ISBN 978-1-59853-292-0) e il n. 249, Novels and Stories of the 1960s (ISBN 978-1-59853-293-7). 
Nel 2014 è stato pubblicato il primo dei due volumi (1952-1966)  che la Mondadori gli ha dedicato nella serie I Meridiani: in questa pubblicazione, due titoli sono stati cambiati: Il migliore (The Natural) è divenuto Il fuoriclasse; Il commesso (The assistant) è stato cambiato in I giovani di bottega. Il volume contiene anche i romanzi L'uomo di Kiev e Una nuova vita, oltre a due raccolte di racconti (Il barile magico e Prima gli Idioti). Nel 2015, infine, è stato pubblicato il secondo e ultimo volume (1967-1986), sempre appartenente alla medesima collana, che ha così raccolto le rimanenti opere di Malamud.

## Opere

### Opera omnia
- Novels and Stories of the 1940s & 50s. The Natural, The Assistant, Stories, Library of America, 2014 ISBN 978-1-59853-292-0.
- Novels and Stories of the 1960s. A New Life, The Fixer, Pictures of Fidelman: an Exhibition, Stories, Library of America, 2014 ISBN 978-1-59853-293-7.
- Romanzi e racconti. 1952-1966 (contiene i romanzi Il migliore con il titolo Il fuoriclasse; Il commesso con il titolo II giovane di bottega; Una nuova vita; L'uomo di Kiev; e le raccolte di racconti Il barile magico e Prima gli Idioti), a cura di Paolo Simonetti, con un'introduzione di Tony Tanner, Collana "I Meridiani", Mondadori, Milano, 2014 ISBN 88-04-62711-5.
- Romanzi e racconti. 1967-1986 (contiene i romanzi Ritratti di Fidelman: una mostra; Gli inquilini; Le vite di Dubin; God's Grace con il titolo La grazia di Dio; Il popolo; e la raccolta di racconti Il cappello di Rembrandt, oltre a racconti sparsi), a cura e con un saggio introduttivo di Paolo Simonetti, Collana "I Meridiani", Mondadori, Milano, 2015 ISBN 978-88-04-65502-2.

### Romanzi
- 1952 - The Natural, trad. Mario Biondi, Il migliore, Collana Omnibus, Mondadori, 1ª ed. settembre 1984; Collana '900 Capolavori della narrativa contemporanea n.10, Mondadori-De Agostini, 1987; n.ed. Roma: Minimum Fax, 2006
- 1957 - The Assistant, trad. Giancarlo Buzzi, Il commesso, Torino: Einaudi, 1962; Collana I Nuovi Coralli n.25, Einaudi, Torino, 1972; con uno scritto introduttivo di Giorgio Manganelli, Collana Einaudi Tascabili, Einaudi, 1994; n.ed. Roma: Minimum Fax, 2013
- 1961 - A New Life, trad. Vincenzo Mantovani, Una nuova vita, Torino: Einaudi, 1963, n.ed. Roma: Minimum fax, 2007
- 1966 - The Fixer, trad. Ida Omboni, L'uomo di Kiev, Torino: Einaudi, 1968; Collana I Nuovi Coralli n.239, Einaudi, Torino, 1979; n.ed. Roma: Minimum Fax, 2014
- 1971 - The Tenants, trad. Floriana Bossi, Gli inquilini, Collana SuperCoralli, Einaudi, Torino, 1972; n.ed. Roma: Minimum fax, 2008
- 1979 - Dubin's Lives, trad. Bruno Oddera, Le vite di Dubin, Collana SuperCoralli, Einaudi, Torino, 1981; n.ed. Roma: Minimum fax, 2009
- 1982 - God's Grace, trad. Camillo Pennati, Dio mio, grazie, Collana SuperCoralli, Einaudi, Torino, 1984
- 1989 - The People, non finito e postumo, a cura di Robert Giroux, trad. Igor Legati, Il popolo, Torino: Einaudi, 1993

### Racconti
- 1958 - The Magic Barrel, trad. Vincenzo Mantovani, Il barile magico, Collana SuperCoralli, Einaudi, Torino, 1964 (13 racconti); - n.ed. Roma: Minimum Fax, 2011
- 1963 - Idiots First, trad. Ida Omboni, Prima gli idioti, Collana I Coralli n.232, Torino: Einaudi, 1966 (12 racconti) - nuova ed. Roma: Minimum Fax, 2012
- 1969 - Pictures of Fidelman: An Exhibition, trad. Ida Omboni, La Venere di Urbino, Collana I Nuovi Coralli n.62, Einaudi, Torino, gennaio 1973 (6 racconti); Ritratti di Fidelman, Roma, Minimum Fax, 2010
- 1973 - Rembrandt's Hat, trad. Donata Migone, Il cappello di Rembrandt, Collana I Nuovi Coralli n.131, Einaudi, Torino, 1975 (8 racconti) ,nuova ed. Roma: Collana Minimum Classics, Minimum Fax, Ottobre 2015
- 1983 - The Stories of Bernard Malamud (scelta di 25 racconti precedentemente pubblicati in volume con un'inedita introduzione dell'autore)
- 1989 - Uncollected Stories, trad. Igor Legati, in The People, cit. (romanzo incompiuto e 16 racconti)
- 1997 - The Complete Short Stories, a cura di Robert Giroux, trad. in Tutti i racconti, volume 1: 1940-62 (29 racconti) e volume 2: 1963-84 (26 racconti), Einaudi, Torino, 2001
- 2008 - Racconti, a cura di Eraldo Affinati, Collana Letture, Einaudi, Torino, 2008
- 2019 - Tutti i racconti, trad. Giovanni Garbellini, Igor Legati, Vincenzo Mantovani - Collana Minimum Classics, Minimum Fax, Ottobre 2019

### Interviste e conversazioni
- Conversations with Bernard Malamud, a cura di Lawrence M. Lasher, University Press of Mississippi, 1991

### Biografie e memorie
- Johanna Malamud Smith, My Father Is a Book, Boston: Houghton Mifflin, 2006
- Philip Davis, Bernard Malamud. A Writer's Life, Oxford University Press, 2007

### Saggi
- Richman Sidney, Bernard Malamud, New York: Twayne, 1966
- A Malamud Reader, a cura di Philip Rahv, New York: Farrar, Straus & Giroux, 1967
- Bernard Malamud and the Critics, a cura di Leslie A. Field e Joyce W. Field, New York University Press, 1970
- The Fiction of Bernard Malamud, a cura di Richard Astro e Jackson J. Benson, Corvallis: Oregon State U.P., 1977
- Sheldon J. Hershinov, Bernard Malamud, New York: Frederick Ungar, 1980
- Iska Sheila Alter, The Good Man's Dilemma: Social Criticism in the Fiction of Bernard Malamud, New York: AMS (Studies 5), 1981
- Jeffrey Helterman, Understanding Malamud, University of South Carolina Press, 1985
- Joel Salzberg, Bernard Malamud: A Reference Guide, Boston: G.H. Hall and Co., 1985
- Bernard Malamud, a cura di Harold Bloom, New York: Chelsea House, 1986
- Critical Essays on Bernard Malamud, a cura di Joel Salzberg, Boston: G.H. Hall and Co., 1987
- Robert Solotaroff, Bernard Malamud: A Study of the Short Fiction, Boston: G.H. Hall and Co., 1989
- Kathleen Gillikin Ochshorn, The Heart's Essential Landscape: Bernard Malamud's Hero, New York: Peter Lang, 1990
- Edward A. Abramson, Bernard Malamud Revisited, New York: Twayne, 1993
- Talking Horse: Bernard Malamud on Life and Work, a cura di Alan Cheuse e Nicholas Delbanco, New York: Columbia U.P., 1996; trad. parziale a cura di Francesco Longo, Per me non esiste altro, Roma: Minimum Fax, 2015
- The Magic World of Bernard Malamud, a cura di Evelyn Avery, State University of New York Press, 2001